# Microeca
A Microeca  a madarak osztályának verébalakúak (Passeriformes) rendjébe és a cinegelégykapó-félék (Petroicidae) családjába tartozó nem.

## Rendszerezésük
A nemet John Gould angol ornitológus írta le 1841-ben, az alábbi fajok tartoznak ide:
- halvány cinegelégykapó (Microeca fascinans)
- citromhasú légykapó (Microeca flavigaster)
- Microeca hemixantha
- Microeca papuana vagy Devioeca papuana
- zöldhátú cinegelégykapó (Microeca flavovirescens vagy Kempiella flavovirescens)
- Microeca griseocepsvagy Kempiella griseoceps
- sárgahasú cinegelégykapó (Microeca flaviventris vagy Cryptomicroeca flaviventris)